# ティム・ウェラード
ティム・ウェラード（Tim Wellard、1979年12月7日 - ）は、日本で活動するイギリス出身の男性作曲家、俳優。

## 来歴
- 1979年12月7日 - イギリスにて生まれる[1]。
- 2003年7月 - ロンドン大学卒業[1]。

## 主な作品

### 作曲
浜崎あゆみ
- BRILLANTE（2011年）
- how beautiful you are（2012年）
- Party queen（2012年）
- the next LOVE（2012年）
- Eyes, Smoke, Magic（2012年）
- Survivor（2016年）
- You are the only one（2016年）

miccie
- Diary（2015年）
- Baby it’s you（2016年）
- my self（2016年）

### フィーチャード・ボーカル
- 「Time To Party」CDアルバム『WE LOVE R&B CLASSICS』収録
- 「D」CDアルバム『Ways For Liberation』収録

## 出演

### テレビ
- ハゲタカ（2007年、NHK）アラン・ウォード 役
- 坂の上の雲 (テレビドラマ)（2009年、NHK）ギリシャ王子ジョージ 役
- 龍馬伝（2010年、NHK）トーマス・ブレーク・グラバー 役
- 英語でしゃべらナイト（NHK）
- Imagine-Nation（NHK WORLD国際放送）アンカー
- T-M.TV（web TV）メインパーソナリティー

### 舞台
- waiting for the sun〜天気待ち〜（2007年）奈良橋陽子の作・演出
- 「（as composer）Momo」Model Production（2008年）
- 「（as composer）The Pride of Africa」Model Production（2010年）

### 映画
- waiting for the sun〜天気待ち〜（2007年）
- 明日への遺言（2008年）